# Flávio de Barros
Augusto Flávio de Barros (datas e locais, de nascimento e morte, são desconhecidas) foi um fotógrafo brasileiro, notório por ser o autor dos únicos registros fotográficos existentes da quarta (e última) expedição da Guerra de Canudos.
Três máquinas fotográficas estiveram presentes na fase final da Guerra de Canudos, sendo duas profissionais, de tripé com chapas fotográficas maiores e de negativo de vidro, com gelatino-brometo de prata ou "placa seca", dos fotógrafos Juan Gutierrez e Flávio de Barros; e uma portátil de negativos em rolo, da Eastman Kodak Co. (lançada em 1888), que o então correspondente do jornal O Estado de S. Paulo, Euclides da Cunha, levou consigo.
Somente as fotos de Flávio de Barros tornaram-se referências historiográficas do conflito, mantendo-se até os atuais dias. Quanto aos negativos ou fotos de Euclides e Juan, este material nunca foi encontrado.

## Biografia
Sua vida antes do conflito de Canudos é pouco conhecida, apenas com o registro de que era radicado na capital baiana, onde mantinha um estúdio. Era um pintor especializado em retratos, que na década de 1890 adquiriu uma câmara e passou a exercer a ocupação de fotógrafo, abrindo o estúdio "Photographia Americana".

### Guerra de Canudos
Com a morte do fotógrafo espanhol Juan Gutierrez (ferido mortalmente a bala em 28 de junho de 1897), que acompanhava o Exército Brasileiro em Canudos, Flavio de Barros foi convidado a integrar as tropas de reforço para o ataque final, que saíram de Salvador em 30 de agosto de 1897.
Quando chegou a Belo Monte (nome que Antônio Conselheiro batizou o Arraial de Canudos), em 26 de setembro (10 dias antes da rendição total dos conselheiristas), foi assim noticiado (ainda que não o citado diretamente) pelo correspondente do jornal carioca "A Notícia" (que estava na cidade próxima a Canudos) na edição de 22 de setembro de 1897:
| “ | O Canet e o obus ostentam-se na praça Marechal Floriano, tendo à retaguarda armadas barracas em que se acha acampada a sua guarnição composta por ilustres e distintos militares, que da Bahia vieram acompanhados por um fotógrafo, que tem a intenção de adquirir os retratos da oficialidade de todos os batalhões, como também diversos golpes de vista no percurso até Canudos. | ” |

Instalado em uma barraca de campanha, Barros começou o seu trabalho fazendo dezenas de fotos do dia-a-dia do conflito, como "chapas" mostrando a vista panorâmica do arraial, jagunços aprisionados, o arraial sob ataque e incêndio, mulheres e crianças prisioneiras, uma encenação da prisão de um jagunço pela cavalaria, igrejas destruídas por tiros e bombas, o posto médico com uma conselheirista na maca ou de integrantes do exercito com inúmeras fotos que privilegiam os oficiais e soldados em atividades como nas refeições, nas trincheiras ou em suas barracas. Um dos destaques da coleção de Barros, é a única foto existente de Antônio Conselheiro, registrado duas semanas depois de sua morte, no momento que o corpo foi exumado, e minutos antes da degola. Depois da foto, o corpo de Conselheiro retornou a cova original e sua cabeça foi levada para Salvador como um troféu de guerra.

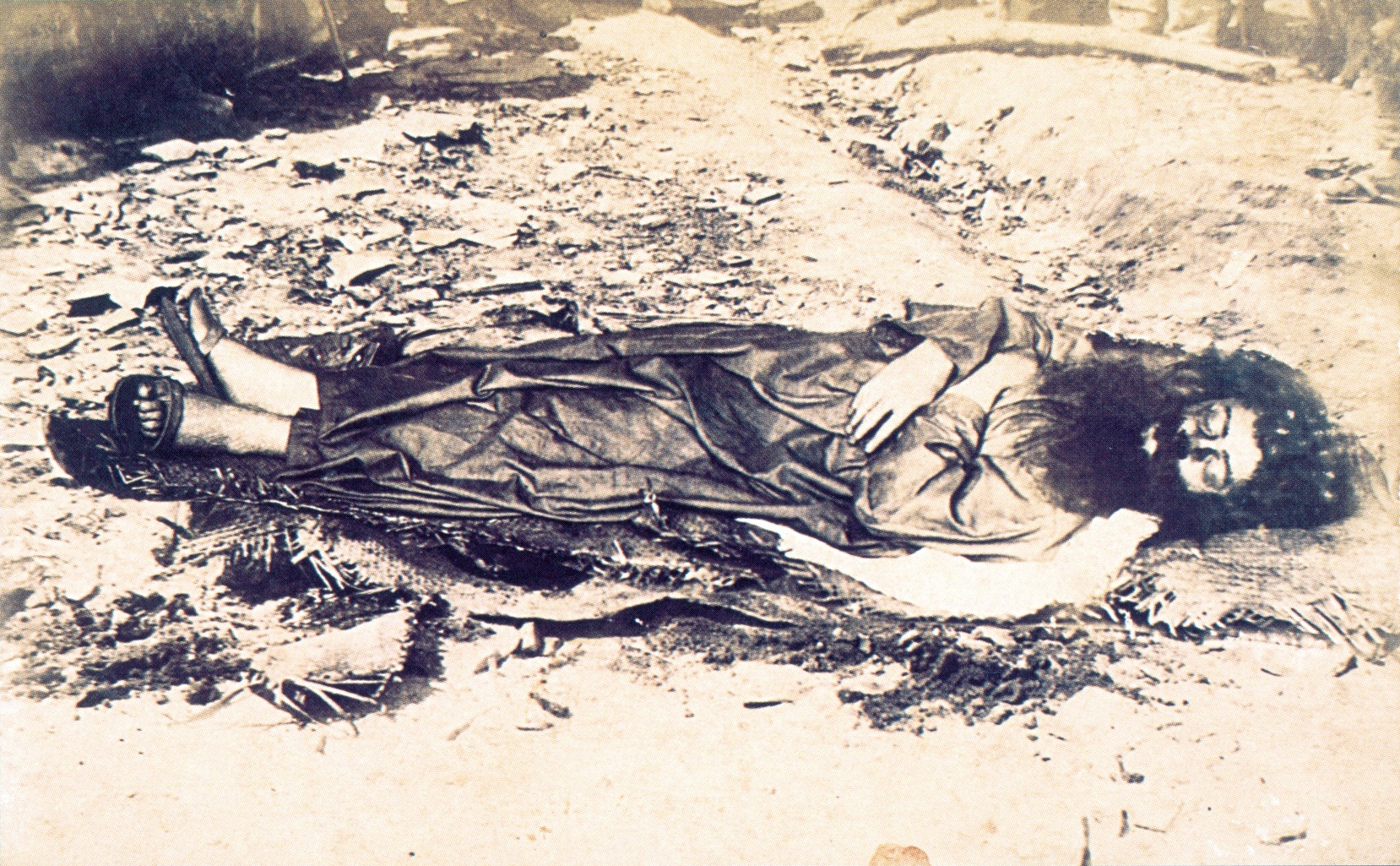
Única foto de Antônio Conselheiro. Autoria de Flávio de Barros

### Pós-guerra
Ao retornar a Salvador e revelar as fotos, autointitulou-se "fotógrafo expedicionário" e embarcou para o Rio de Janeiro no dia 29 de outubro de 1897 a fim de realizar exposições do material. Como o processo gráfico dos jornais no Brasil, nesta época, impedia a ação fotomecânica para ser impressas em suas páginas, 72 fotografias foram expostas na redação do jornal O Paiz, no final do mesmo ano. Em fevereiro de 1898, foi realizada uma projeção elétrica (um sistema de transparência que projeta as imagens em grandes dimensões) de 25 imagens do acervo, em um estabelecimentos localizado no centro do Rio de janeiro, com a cobrança de entrada em 1$000.
Somente em 1902, três fotos deste acervo foram publicadas pela primeira vez, justamente no livro de Euclides da Cunha, Os Sertões. O correspondente levou uma câmara portátil, mas por razões desconhecidas, suas fotos não foram utilizadas, recorrendo ao material produzido por Flávio.

## Legado
As imagens originais registradas por Flávio de Barros encontram-se em diversos locais, como o Museu da República, o Instituto Geográfico e Histórico da Bahia ou na Casa de Cultura Euclides da Cunha.